# (42113) Jura
(42113) Jura est un astéroïde de la ceinture principale.

## Description
(42113) Jura est un astéroïde de la ceinture principale. Il fut découvert le 15 janvier 2001 à Vicques (Jura) par l'Observatoire de Vicques. Il présente une orbite caractérisée par un demi-grand axe de 2,64 UA, une excentricité de 0,15 et une inclinaison de 7,3° par rapport à l'écliptique.

## Compléments